# Venkatraman Ramakrishnan
Venkatraman Ramakrishnan (Chidambaram, 1º aprile 1952) è un chimico e biologo indiano naturalizzato britannico, vincitore del premio Nobel per la chimica nel 2009 assieme a Thomas Arthur Steitz e Ada Yonath per i suoi studi sulla struttura e sulla funzione dei ribosomi. Dal 1999 al 2015 ha lavorato a Cambridge, presso il laboratorio di biologia molecolare del Medical Research Council. È stato presidente della Royal Society di Londra dal 2015 al 2020.

## Biografia
Dopo essersi laureato in fisica nel 1971 presso l'Università di Baroda, decise di trasferirsi negli Stati Uniti e di prendere la cittadinanza statunitense. Nel 1976 ottenne un Ph.D. in fisica presso l'Università dell'Ohio. Dal 1976 al 1978 ha poi lavorato come ricercatore presso l'Università della California a San Diego.
Dal 1977 a oggi Ramakrishnan ha pubblicato oltre 95 lavori di ricerca nelle più importanti riviste scientifiche internazionali. Fra i suoi principali lavori di questo periodo hanno notevole rilevanza quelli sulla struttura dell'Istone e della cromatina. Nel 2000, il laboratorio da lui diretto ha determinato la struttura tridimensionale della subunità 30S dei ribosomi e dei complessi formati con substrati e antibiotici. I risultati di queste ricerche sono riportati in tre articoli nei numeri del 26 agosto e del 21 settembre 2000 della rivista Nature. A questo lavoro sono seguiti studi sulla sintesi proteica e sulla struttura atomica dell'intero ribosoma in complessi formati con il suo tRNA e mRNA.